# Amanda Sobhy
Amanda Khaled Sobhy (* 29. Juni 1993 in New York) ist eine US-amerikanische Squashspielerin.

## Karriere
Sobhy gelang 2010 bereits der große Durchbruch, nachdem sie als erste Spielerin überhaupt drei Turniere der Profitour vor dem Erreichen ihres 17. Lebensjahres gewinnen konnte. Nach ihren Siegen in Philadelphia, Delaware und St. Louis konnte Sobhy ihren Rekord mit einem weiteren Turniererfolg in New England auf vier Titel ausbauen. Bei der U19-Juniorinnen-Weltmeisterschaft 2010 in Köln gelang Sobhy am Tag ihres 17. Geburtstages der erstmalige Gewinn einer Weltmeisterschaft durch einen Squashspieler aus den Vereinigten Staaten. Im Finale besiegte sie die Ägypterin Nour El Tayeb mit 3:1. In der Weltrangliste ist Sobhy binnen zweier Jahre von außerhalb der Top 100 in die Top 20 vorgerückt. Ihre höchste Platzierung in der Weltrangliste erreichte sie mit Position drei im Oktober 2021. Bislang gewann sie 22 Titel aus der PSA Squash Tour. Mit der US-amerikanischen Nationalmannschaft nahm sie 2010, 2014, 2016, 2018, 2022 und 2024 an der Weltmeisterschaft teil. Dabei wurde sie 2022 und 2024 mit ihr Vizeweltmeisterin.
2012 gewann sie mit einem Finalsieg gegen Natalie Grainger erstmals die US-amerikanische Meisterschaft, weitere Titel sicherte sie sich 2015, 2016, 2018, 2022 und 2023. Bei den Panamerikanischen Spielen gewann sie 2015 in der Einzel-, Doppel- und Mannschaftskonkurrenz die Goldmedaille. 2019 wiederholte sie in Lima diesen Erfolg. Bei den Panamerikanischen Spielen 2023 in Santiago de Chile gewann Sobhy im Einzel und mit Olivia Fiechter im Doppel jeweils Silber, während sie mit der Mannschaft Gold gewann.

## Privates
Sie ist die Tochter des ehemaligen ägyptischen Nationalspielers Khaled Sobhy, der auch als ihr Trainer fungiert. 2012 begann sie ein Studium am Harvard College, das sie 2015 im Fach Sozialanthropologie mit Erfolg abschloss. Ihre jüngere Schwester Sabrina Sobhy ist ebenfalls Squashspielerin.

## Erfolge
- Vizeweltmeisterin mit der Mannschaft: 2022, 2024
- Panamerikameisterin: 2013, 2018
- Panamerikameisterin im Doppel: 2018 (mit Sabrina Sobhy)
- Vize-Panamerikameisterin im Mixed: 2013 (mit Gilly Lane)
- Panamerikameisterin mit der Mannschaft: 2013, 2018
- Gewonnene PSA-Titel: 22
- Panamerikanische Spiele: 7 × Gold (Einzel, Doppel und Mannschaft 2015 und 2019, Mannschaft 2023), 2 × Silber (Einzel und Doppel 2023)
- US-amerikanische Meisterin: 6 Titel (2012, 2015, 2016, 2018, 2022, 2023)